# 蒂雷勒蒙
蒂雷勒蒙（法語：Thurey-le-Mont，法語發音：[tyʁɛ lə mɔ̃]）是法国杜省的一个市镇，属于贝桑松区。

## 地理
蒂雷勒蒙（47°22'23"N, 6°7'24"E）面积4.83 平方千米，位于法国勃艮第-弗朗什-孔泰大區杜省，该省份为法国东部内陆省份，北起上索恩省，西接汝拉省，东部及东南部与瑞士接壤，东北部与贝尔福地区省接壤。
与蒂雷勒蒙接壤的市镇（或旧市镇、城区）包括：瓦勒鲁瓦、蒙塞、里涅、尚博尔奈莱贝勒沃。

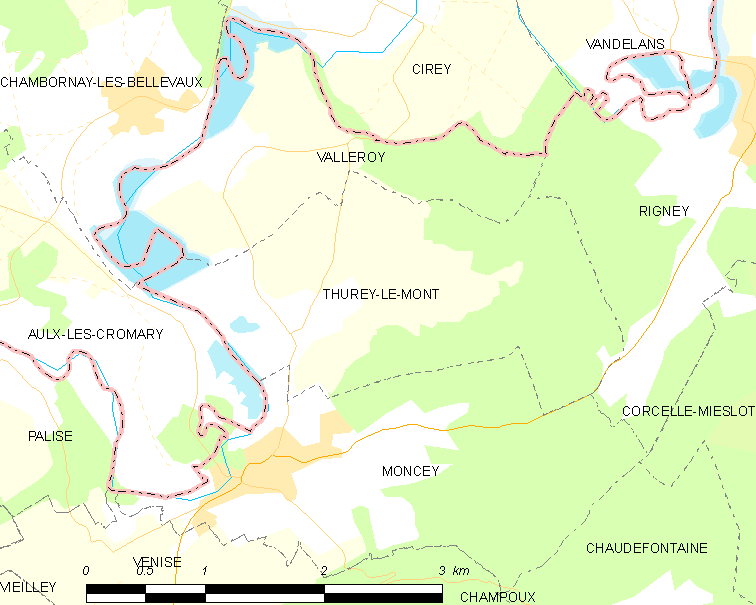
蒂雷勒蒙的OSM定位图

蒂雷勒蒙的时区为UTC+01:00、UTC+02:00（夏令时）。

## 行政
蒂雷勒蒙的邮政编码为25870，INSEE市镇编码为25563。

## 政治
蒂雷勒蒙所属的省级选区为博姆莱达姆县。

## 人口

1962-2008年间蒂雷勒蒙人口变化图示

蒂雷勒蒙于2022年1月1日时的人口数量为116人。